# Чондотль
Чондотль — село в Хунзахском районе Дагестана. Входит в состав сельского поселения Хунзахский сельсовет.

## Географическое положение
Расположено на одноимённой реке, в 4 км к западу от районного центра и центра сельского поселения — села Хунзах.

## Население
| 1888 | 1895 | 1926 | 1939 | 1970 | 1989 | 2002 |
| ---- | ---- | ---- | ---- | ---- | ---- | ---- |
| 184  | ↗199 | ↗202 | ↗285 | ↘179 | ↘69  | ↗193 |
| 2010 | 2021 |      |      |      |      |      |
| ↘154 | ↘125 |      |      |      |      |      |

По данным Всероссийской переписи населения 2010 года — моноэтничное аварское село.